# Draba cyclomorpha
Draba cyclomorpha är en korsblommig växtart som beskrevs av Edwin Blake Payson. Draba cyclomorpha ingår i släktet drabor, och familjen korsblommiga växter. Inga underarter finns listade i Catalogue of Life.